# Linfocito B

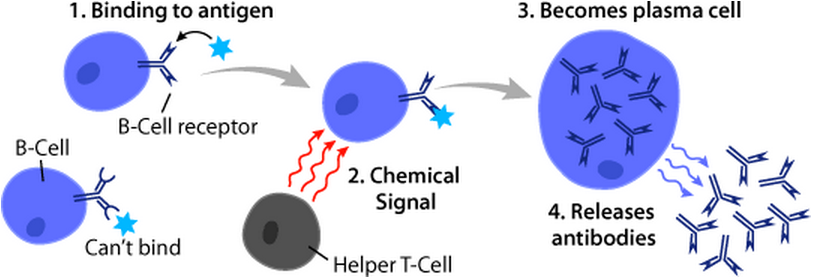
Función básica de las células B: unirse a un antígeno, recibir ayuda de una célula T auxiliar asociada y diferenciarse en una célula plasmática que secreta grandes cantidades de anticuerpos

Las células B, también conocidas como linfocitos B, son un tipo de glóbulo blanco del subtipo de linfocitos. Funcionan en el componente de inmunidad humoral del sistema inmunitario adaptativo mediante la Secreción de anticuerpos. Además, las células B presentan antígenos también se clasifican como células presentadoras de antígenos (APC, del inglés antigen-presenting cells) y secretan citocinas. En los mamíferos, las células B maduran en la médula ósea, que se encuentra en el núcleo de la mayoría de los huesos. En las aves, las células B maduran en la bolsa de Fabricius, un órgano linfoide donde fueron descubiertas por primera vez por Chang y Glick, (B por la bolsa) y no de la médula ósea como se cree comúnmente. Las células B, a diferencia de las otras dos clases de linfocitos, las células T y las células asesinas naturales, expresan receptores de células B (BCR) en su membrana celular. Los BCR permiten que la célula B se una a un antígeno específico, contra el cual iniciará una respuesta de anticuerpos. 

## Desarrollo

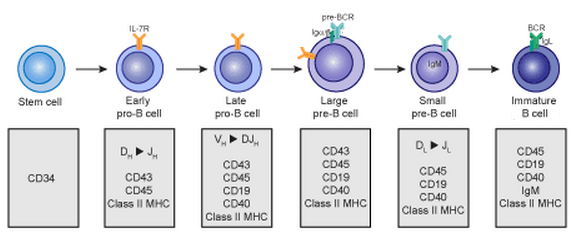
Desarrollo temprano de células B: de células madre a células B inmaduras

Las células B se desarrollan a partir de células madre hematopoyéticas (HSC, del inglés hematopoietic stem cells) que se originan en la médula ósea.

Las células madre hematopoyéticas (CMH) se diferencian primero en células progenitoras multipotentes (MPP, del inglés multipotent progenitor), luego en células progenitoras linfoides comunes (CLP, del inglés common lymphoid progenitor). A partir de aquí, su desarrollo en células B ocurre en varias etapas (mostradas en la imagen a la derecha), cada una marcada por varios patrones de expresión génica y arreglos de loci de genes de cadena H y cadena L de inmunoglobulina, este último debido a que las células B experimentan recombinación V(D)J a medida que se desarrollan.
Las células B se someten a dos tipos de selección mientras se desarrollan en la médula ósea, para garantizar un desarrollo adecuado. La selección positiva ocurre a través de la señalización independiente del antígeno que involucra tanto el pre-BCR como el receptor de células B (BCR en inglés). Si estos receptores no se unen a su ligando, las células B no reciben las señales adecuadas y dejan de desarrollarse. La selección negativa ocurre a través de la unión del autoantígeno con el receptor de células B (BCR); si el BCR puede unirse fuertemente al autoantígeno, entonces la célula B experimenta uno de los cuatro destinos: eliminación clonal, Edición de receptores, anergia o ignorancia (la célula B ignora la señal y continúa el desarrollo). Este proceso de selección negativa conduce a un estado de tolerancia central, en el que las células B maduras no se unen con los antígenos propios presentes en la médula ósea.

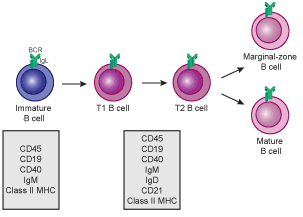
Desarrollo de células B de transición: de células B inmaduras a células B MZ o células B maduras (FO)

Para completar el desarrollo, las células B inmaduras migran desde la médula ósea al bazo como células B de transición, pasando por dos etapas de transición: T1 y T2. A lo largo de su migración al bazo y después de la entrada del bazo, se consideran células B T1. Dentro del bazo, las células B T1 pasan a las células B T2. Las células B T2 se diferencian en células B foliculares (FO) o células B de la zona marginal (MZ) dependiendo de las señales recibidas a través del BCR y otros receptores. Una vez diferenciados, ahora se consideran células B maduras o células B naive.

## Activación

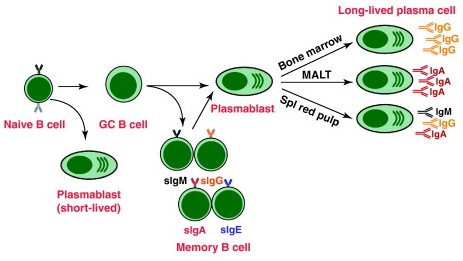
Activación de células B: de células B inmaduras a células plasmáticas o células B de memoria

La activación de las células B ocurre en los órganos linfoides secundarios (SLO), como el bazo y los ganglios linfáticos. Después de que las células B maduran en la médula ósea, migran a través de la sangre a SLO, que reciben un suministro constante de antígeno a través de la linfa circulante. En el SLO, la activación de las células B comienza cuando la célula B se une a un antígeno a través de su BCR. Aunque los eventos que tienen lugar inmediatamente después de la activación aún no se han determinado por completo, se cree que las células B se activan de acuerdo con el modelo de segregación cinética, determinada inicialmente en linfocitos T. Este modelo denota que antes de la estimulación del antígeno, los receptores se difunden a través de la membrana que entran en contacto con Lck y CD45 en igual frecuencia, lo que genera un equilibrio neto de fosforilación y no fosforilación. Es solo cuando la célula entra en contacto con una célula presentadora de antígeno que el CD45 más grande se desplaza debido a la corta distancia entre las dos membranas. Esto permite la fosforilación neta del BCR y el inicio de la vía de transducción de señales. De los tres subconjuntos de células B, las células FO B se someten preferentemente a la activación dependiente de las células T, mientras que las células MZ B y las células B1 B se someten preferentemente a la activación independiente de las células T.
La activación de las células B se potencia a través de la actividad de CD21, un receptor de superficie en complejo con las proteínas de superficie CD19 y CD81 (los tres se conocen colectivamente como el complejo coreceptor de células B). Cuando un BCR se une a un antígeno marcado con un fragmento de la proteína del complemento C3, CD21 se une al fragmento C3, se liga junto con el BCR unido, y las señales se transducen a través de CD19 y CD81 para reducir el umbral de activación de la célula.

### Activación dependiente de células T
Los antígenos que activan las células B con la ayuda de las células T se conocen como antígenos dependientes de células T (TD) e incluyen proteínas extrañas. Se nombran como tales porque no pueden inducir una respuesta humoral en organismos que carecen de células T. Las respuestas de las células B a estos antígenos tardan varios días, aunque los anticuerpos generados tienen una mayor afinidad y son más versátiles funcionalmente que los generados por la activación independiente de las células T. 
Una vez que un BCR se une a un antígeno TD, el antígeno se absorbe en la célula B a través de la endocitosis mediada por el receptor, se degrada y se presenta a las células T como piezas peptídicas en complejo con moléculas de MHC-II en la membrana celular. Las células T auxiliares (TH), típicamente las células T auxiliares foliculares (TFH) reconocen y se unen a estos complejos de péptido MHC-II a través de su receptor de células T (TCR). Después de la unión del péptido TCR-MHC-II, las células T expresan la proteína de superficie CD40L, así como las citocinas como IL-4 e IL-21. El CD40L sirve como un factor coestimulador necesario para la activación de las células B al unirse al receptor de la superficie de las células B CD40, que promueve la proliferación de las células B, el cambio de clase de inmunoglobulina y la hipermutación somática, además de mantener el crecimiento y la diferenciación de las células T. Las citocinas derivadas de células T unidas por receptores de citocinas de células B también promueven la proliferación de células B, el cambio de clase de inmunoglobulina y la hipermutación somática, así como también guían la diferenciación. Después de que las células B reciben estas señales, se consideran activadas. 

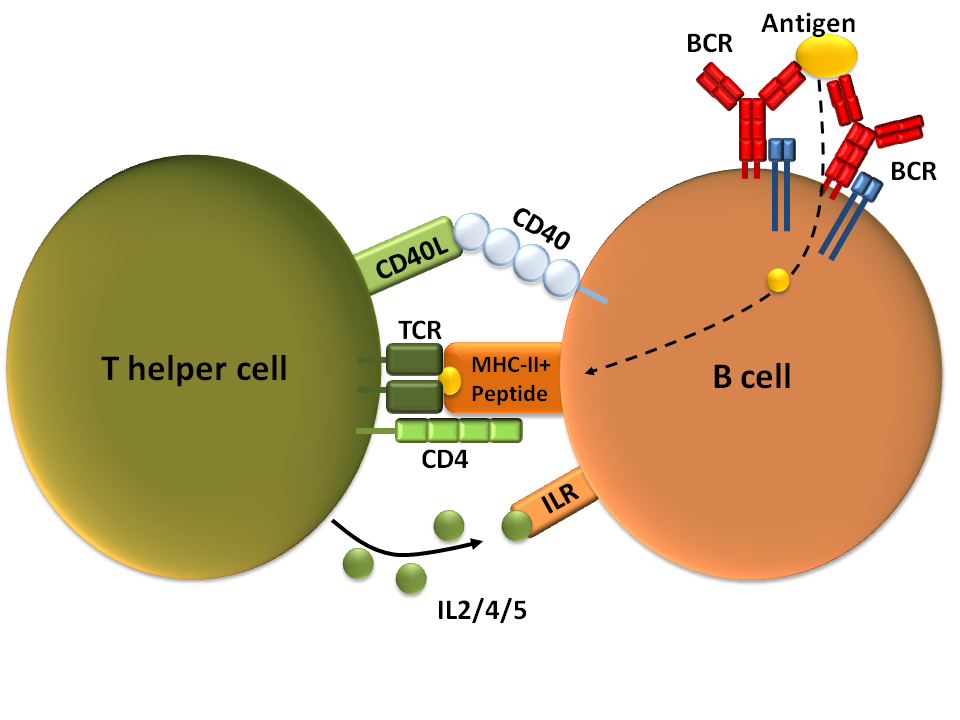
Activación de células B T-dependientes

Una vez activadas, las células B participan en un proceso de diferenciación de dos pasos que produce plasmablastos de vida corta para protección inmediata y células de plasma de vida larga y células B de memoria para protección persistente. El primer paso, conocido como la respuesta extrafolicular, ocurre fuera de los folículos linfoides pero aún en el SLO. Durante este paso, las células B activadas proliferan, pueden experimentar un cambio de clase de inmunoglobulina y diferenciarse en plasmablastos que producen anticuerpos tempranos y débiles en su mayoría de clase IgM. El segundo paso consiste en que las células B activadas ingresen a un folículo linfoide y formen un centro germinal (GC), que es un microambiente especializado donde las células B experimentan una proliferación extensa, cambio de clase de inmunoglobulina y maduración de afinidad dirigida por hipermutación somática. Estos procesos son facilitados por las células TFH dentro del GC y generan tanto células B de memoria de alta afinidad como células plasmáticas de larga vida. Las células plasmáticas resultantes secretan grandes cantidades de anticuerpos y permanecen dentro del SLO o, más preferentemente, migran a la médula ósea. 

### Activación independiente de células T
Los antígenos que activan las células B sin la ayuda de las células T se conocen como antígenos independientes de las células T (TI) e incluyen polisacáridos extraños y ADN CpG no metilado. Se nombran como tales porque pueden inducir una respuesta humoral en organismos que carecen de células T. La respuesta de las células B a estos antígenos es rápida, aunque los anticuerpos generados tienden a tener menor afinidad y son menos versátiles funcionalmente que los generados por la activación dependiente de las células T. 
Al igual que con los antígenos TD, las células B activadas por los antígenos TI necesitan señales adicionales para completar la activación, pero en lugar de recibirlas de las células T, se proporcionan mediante el reconocimiento y la unión de un constituyente microbiano común a receptores tipo Toll (TLR) o reticulación extensa de BCR a epítopos repetidos en una célula bacteriana. Las células B activadas por los antígenos TI proliferan fuera de los folículos linfoides pero aún en SLO (no se forman GC), posiblemente experimentan un cambio de clase de inmunoglobulina y se diferencian en plasmablastos de corta duración que producen anticuerpos tempranos y débiles, principalmente de clase IgM, pero también algunas poblaciones de células plasmáticas de larga vida.

### Memoria de activación de células B
La activación de la célula B de memoria comienza con la detección y la unión de su antígeno objetivo, que es compartido por su célula B madre. Algunas células B de memoria pueden activarse sin la ayuda de las células T, como ciertas células B de memoria específicas de virus, pero otras necesitan ayuda de las células T. Al unirse al antígeno, la célula B de memoria absorbe el antígeno a través de la endocitosis mediada por el receptor, lo degrada y lo presenta a las células T como piezas peptídicas en complejo con moléculas de MHC-II en la membrana celular. Las células T auxiliares de memoria (TH), típicamente células T auxiliares foliculares de memoria (TFH), que se derivaron de las células T activadas con el mismo antígeno reconocen y se unen a estos complejos de péptido MHC-II a través de su TCR. Después de la unión del péptido TCR-MHC-II y la transmisión de otras señales de la célula TFH de memoria, la célula B de memoria se activa y se diferencia en plasmablastos y células plasmáticas a través de una respuesta extrafolicular o ingresa a una reacción del centro germinal donde generan plasma células y más células B de memoria. No está claro si las células B de memoria experimentan una mayor maduración de afinidad dentro de estos GC secundarios. 

## Tipos de células B

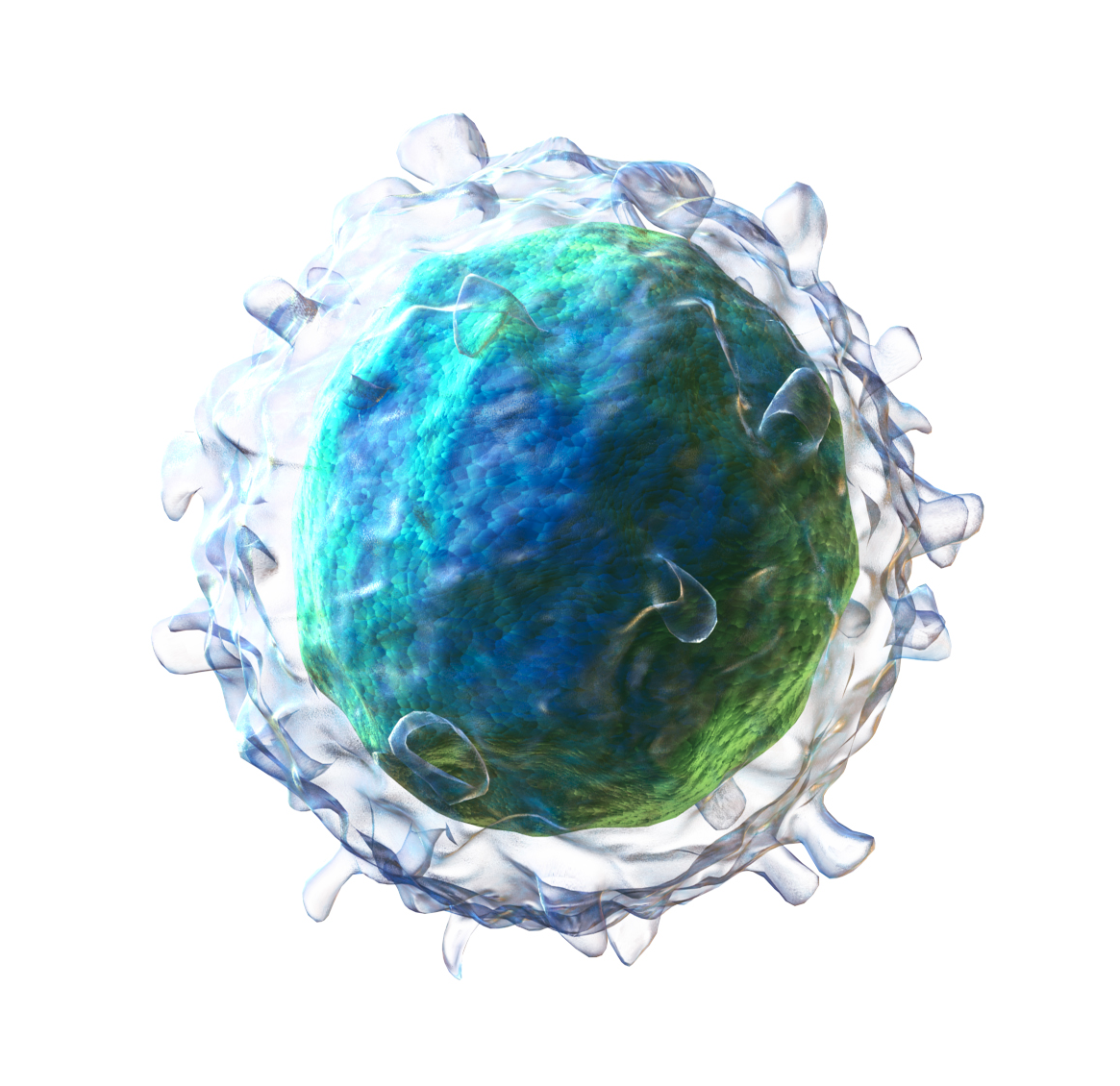
Modelado 3D de un linfocito B

Plasmablasto: una célula secretora de anticuerpos proliferativa de corta duración que surge de la diferenciación de células B. Los plasmablastos se generan temprano en una infección y sus anticuerpos tienden a tener una afinidad más débil hacia su antígeno objetivo en comparación con las células plasmáticas. Los plasmablastos pueden ser el resultado de la activación independiente de las células T de las células B o la respuesta extrafolicular de la activación dependiente de las células T de las células B.

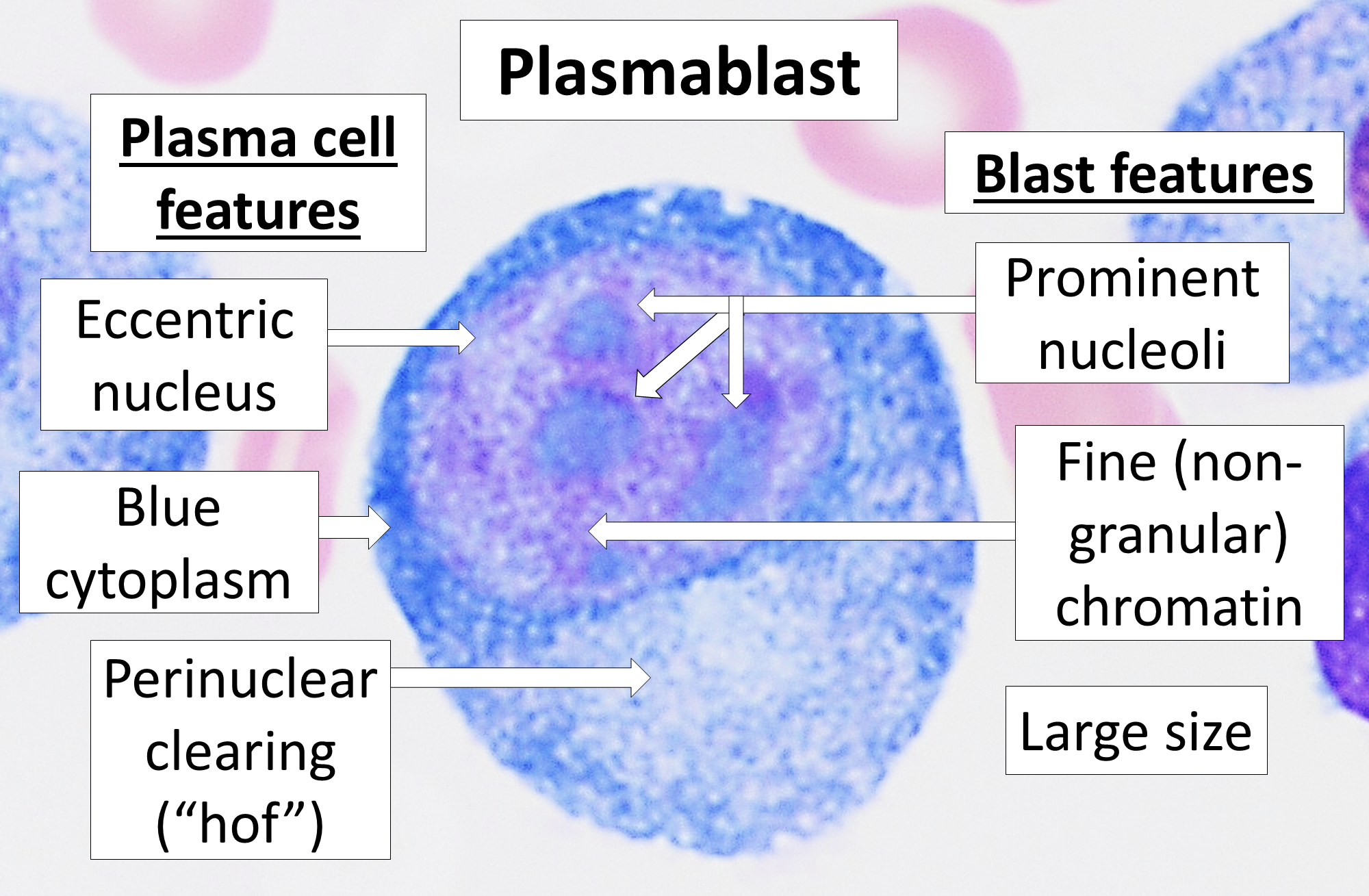
Plasmablasto, tinción de Wright.

- Célula plasmática: una célula secretora de anticuerpos no proliferativa y de larga vida que surge de la diferenciación de células B. Existe evidencia de que las células B primero se diferencian en una célula similar a plasmablastos, luego se diferencian en una célula plasmática. Las células plasmáticas se generan más tarde en una infección y, en comparación con los plasmablastos, tienen anticuerpos con una mayor afinidad hacia su antígeno objetivo debido a la maduración de la afinidad en el centro germinal (GC) y producen más anticuerpos. Las células plasmáticas generalmente resultan de la reacción del centro germinal de la activación de las células B dependiente de las células T, sin embargo, también pueden ser el resultado de la activación de las células B independiente de las células T.[19]
- Célula linfoplasmocitoide: una célula con una mezcla de características morfológicas de linfocitos B y células plasmáticas que se cree que está estrechamente relacionada o que es un subtipo de células plasmáticas. Este tipo de células se encuentra en discrasias de células plasmáticas premalignas y malignas que están asociadas con la secreción de proteínas monoclonales IgM; estas discrasias incluyen la gammapatía monoclonal IgM de importancia indeterminada y la macroglobulinemia de Waldenström.[22]
- Célula B de memoria: célula B inactiva que surge de la diferenciación de células B. Su función es circular a través del cuerpo e iniciar una respuesta de anticuerpos más fuerte y más rápida (conocida como respuesta de anticuerpos secundarios anamnésicos) si detectan el antígeno que había activado sus células B madre (las células B de memoria y sus células B compartidas comparten la misma BCR, por lo tanto detectan el mismo antígeno).[21] Las células B de memoria se pueden generar a partir de la activación dependiente de las células T a través de la respuesta extrafolicular y la reacción del centro germinal, así como a partir de la activación independiente de las células T de las células B1.
- Célula B-2:
  - Célula B folicular (FO) (también conocida como célula B-2): el tipo más común de célula B y, cuando no circula por la sangre, se encuentra principalmente en los folículos linfoides de los órganos linfoides secundarios (SLO). Son responsables de generar la mayoría de los anticuerpos de alta afinidad durante una infección.
  - Célula B de la zona marginal (MZ): se encuentra principalmente en la zona marginal del bazo y sirve como primera línea de defensa contra los patógenos transmitidos por la sangre, ya que la zona marginal recibe grandes cantidades de sangre de la circulación general.[23] Pueden sufrir una activación tanto independiente de células T como dependiente de células T, pero preferentemente experimentan una activación independiente de células T.
- Célula B-1: surge de una vía de desarrollo diferente de las células FO B y las células MZ B.[24] En ratones, pueblan predominantemente la cavidad peritoneal y la cavidad pleural, generan anticuerpos naturales (anticuerpos producidos sin infección), se defienden contra los patógenos de la mucosa y exhiben principalmente una activación independiente de las células T. No se ha descubierto un verdadero homólogo de células B-1 de ratón en humanos, aunque se han descrito varias poblaciones celulares similares a las células B-1.
- Célula B reguladora (Breg): un tipo de célula B inmunosupresora que detiene la expansión de linfocitos proinflamatorios patógenos a través de la secreción de IL-10, IL-35 y TGF-β.[25] Además, promueve la generación de células T reguladoras (Treg) al interactuar directamente con las células T para sesgar su diferenciación hacia Tregs. No se ha descrito una identidad común de células Breg y se han encontrado muchos subconjuntos de células Breg que comparten funciones reguladoras tanto en ratones como en humanos. Actualmente se desconoce si los subconjuntos de células Breg están vinculados al desarrollo y cómo ocurre exactamente la diferenciación en una célula Breg. Hay evidencia que muestra que casi todos los tipos de células B pueden diferenciarse en una célula Breg a través de mecanismos que involucran señales inflamatorias y reconocimiento de BCR.

## Patología relacionada con células B
La enfermedad autoinmune puede ser el resultado del reconocimiento anormal de los autoantígenos por parte de las células B, seguido de la producción de autoanticuerpos. Las enfermedades autoinmunes donde la actividad de la enfermedad se correlaciona con la actividad de las células B incluyen esclerodermia, esclerosis múltiple, lupus eritematoso sistémico, diabetes tipo 1, SII postinfeccioso y artritis reumatoide. 
La transformación maligna de las células B y sus precursores puede causar una gran cantidad de cánceres, que incluyen leucemia linfocítica crónica (CLL), leucemia linfoblástica aguda (LLA), leucemia de células pilosas, linfoma folicular, Linfoma no hodgkiniano, linfoma de Hodgkin y tumores malignos de células plasmáticas como mieloma múltiple, macroglobulinemia de Waldenström y ciertas formas de amiloidosis.

## Epigenética
Un estudio que investigó el metiloma de las células B a lo largo de su ciclo de diferenciación, utilizando la secuenciación de bisulfito de genoma completo (WGBS), mostró que existe una hipometilación desde las etapas más tempranas hasta las más diferenciadas. La mayor diferencia de metilación es entre las etapas de las células B del centro germinal y las células B de memoria. Además, este estudio mostró que existe una similitud entre los tumores de células B y las células B de larga vida en sus firmas de metilación de ADN.